# Antiochrus brunneus
Antiochrus brunneus är en skalbaggsart som beskrevs av Sharp 1873. Antiochrus brunneus ingår i släktet Antiochrus och familjen Hybosoridae. Inga underarter finns listade i Catalogue of Life.